# История любви
«История любви» (англ. Love Story) — повесть Эрика Сигала, вышедшая 14 февраля 1970 года и принёсшая известность автору. Книга стала бестселлером, продано более 20 млн экземпляров. В том же году повесть была экранизирована, экранизация также имела большой успех. Через семь лет Сигал выпустил продолжение — «История Оливера» (англ. Oliver's Story).

## Сюжет
Оливер Барретт, блестящий студент Гарвардского университета и отпрыск благородной семьи, приходит в библиотеку Рэдклиффского колледжа, чтобы подготовиться к экзамену по истории. Там он случайно знакомится со студенткой Рэдклиффа Дженнифер Кавиллери. Дженни не отличается высоким происхождением и, по её собственным словам, полный «социальный ноль». Вопреки всему, Дженни и Оливер влюбляются друг в друга.

## Персонажи
- Оливер Барретт IV (англ. Oliver Barrett IV) — двадцатилетний студент Гарвардского университета, изучающий юриспруденцию. Три года подряд находится в списке лучших на курсе, участник факультетской сборной по хоккею.
- Дженнифер Кавиллери (англ. Jennifer Cavilleri) — студентка музыкального факультета Рэдклиффского колледжа. Её мать погибла в автомобильной катастрофе, когда Дженни была ещё маленькой. Своего отца она называет исключительно «Фил».
- Фил Кавиллери (англ. Phil Cavilleri) — отец Дженни. Добродушный и весёлый мужчина, держит пекарню в Крэнстоне (штат Род-Айленд).
- Оливер Баррет III (англ. Oliver Barrett III) — отец Оливера. Бывший спортсмен, участвовал в финальном заезде байдарок-одиночек на летних Олимпийских играх 1928 года. Ныне банкир и глава Корпуса мира.
- Элисон Форбс Барретт — мать Оливера.
- Рэймонд Страттон (Рэй) (англ. Ray Stratton) — приятель Оливера, сосед по комнате.

## История создания
Изначально Эрик Сигал писал именно киносценарий, а уже затем переделал его в повесть.